# Hańsk (gmina)
Hańsk – gmina wiejska w województwie lubelskim, w powiecie włodawskim. W latach 1975–1998 gmina położona była w województwie chełmskim.
Siedziba gminy to Hańsk Pierwszy (od 30 grudnia 1999 pod nazwą Hańsk).
Według danych z 31 grudnia 2020 gminę zamieszkiwało 3780 osób.

## Ochrona przyrody
Na obszarze gminy znajdują się następujące rezerwaty przyrody:
- częściowo rezerwat przyrody Żółwiowe Błota – chroni najliczniejsze w kraju stanowiska lęgowe żółwia błotnego oraz wielu chronionych rzadkich gatunków zwierząt, a także wielu rzadkich zagrożonych zespołów i gatunków roślin;
- rezerwat przyrody Małoziemce – chroni miejsca lęgowe czapli siwej i innych gatunków ptaków.

W Osowej położone jest torfowisko Podlaski, proponowany użytek ekologiczny.
Na jej obszarze oraz okolicznych gmin Urszulin, Wierzbica znajduje się ostoja ptaków IBA Bagno Bubnów.

## Struktura powierzchni
Według danych z roku 2002 gmina Hańsk ma obszar 179,43 km², w tym:
- użytki rolne: 52%
- użytki leśne: 37%

Gmina stanowi 14,28% powierzchni powiatu.

## Demografia
Do największych miejscowości pod względem liczby mieszkańców należą: Hańsk Pierwszy i Dubeczno, zamieszkuje w nich połowa mieszkańców gminy. Do najmniejszych miejscowości pod względem liczby mieszkańców należą: Wojciechów, Krychów, Stary Majdan oraz Żdżarka.
W 2020 roku liczba mężczyzn wynosiła 1911, a kobiet 1869, co stanowi odpowiednio 50,56% i 49,44% ogółu ludności. Wskaźnik feminizacji wynosił 97,80.

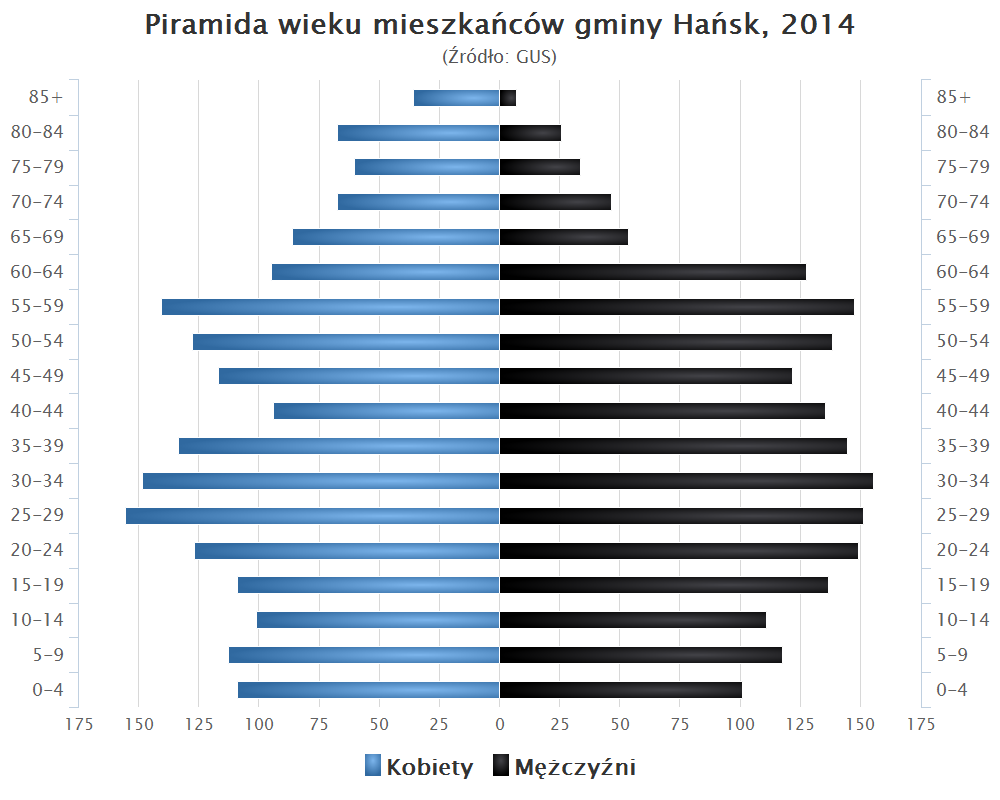
Piramida wieku mieszkańców gminy Hańsk w 2014 roku

Dane z 31 grudnia 2017 roku:
| Opis                              | Ogółem | Ogółem | Kobiety | Kobiety | Mężczyźni | Mężczyźni |
| --------------------------------- | ------ | ------ | ------- | ------- | --------- | --------- |
| Jednostka                         | osób   | %      | osób    | %       | osób      | %         |
| Populacja                         | 3 766  | 100    | 1 899   | 50,4    | 1 867     | 49,6      |
| Gęstość zaludnienia [mieszk./km²] | 21     | 21     | 11      | 11      | 10        | 10        |

## Sołectwa
Bukowski Las, Dubeczno, Hańsk Pierwszy, Hańsk-Kolonia, Hańsk Drugi, Konstantynówka, Kulczyn, Kulczyn-Kolonia, Macoszyn Mały, Osowa, Rudka Łowiecka, Stary Majdan, Szcześniki, Wojciechów, Ujazdów, Żdżarka.

## Pozostałe miejscowości
Gajówka, Krychów, Osowa (leśniczówka), Zawołcze.

## Sąsiednie gminy
Sawin, Stary Brus, Urszulin, Wierzbica, Włodawa, Wola Uhruska, Wyryki

## Miasta partnerskie
- gmina Gemert (Holandia)
- gmina Wilhelmsdorf (Niemcy)